# Haskovo
Pour la division administrative, voir Haskovo (oblast).
Haskovo (en bulgare : Хасково, en turc: Hasköy) avec 77 572 habitants est une ville de Bulgarie, située dans les monts Rhodopes, et la capitale administrative de l'oblast de Haskovo.
La ville possède la plus haute statue du monde de la Vierge Marie (32,8 mètres). Elle est inaugurée en 2003 (voir Monument de la vierge Marie (Haskovo)).
Haskovo a un autre record à son actif : un pylône métallique avec drapeau national, qui est le plus haut de Bulgarie.

## Géographie
Haskovo est située sur la rivière Haskovska, dans les Rhodopes. La ville est à 255 km au sud-est de Sofia et 75 km de Plovdiv.

## Personnalités
- Tane Nikolov (1873-1947), révolutionnaire.
- Asen Zlatarov (1885-1936), chimiste.
- Nedjalka Simeonova (1901-1959), violoniste.
- Georgi Kordov (1934-2006), chanteur et compositeur.
- Stanimir Stoilov (né en 1967), footballeur.
- Krassen Krastev (né en 1973), danseur et chorégraphe.
- Grigor Dimitrov (né en 1991), joueur de tennis ; champion junior à Wimbledon et à l'US Open (2008)
- Athanase Vantchev de Thracy (né en 1940), poète[3].

## Galerie

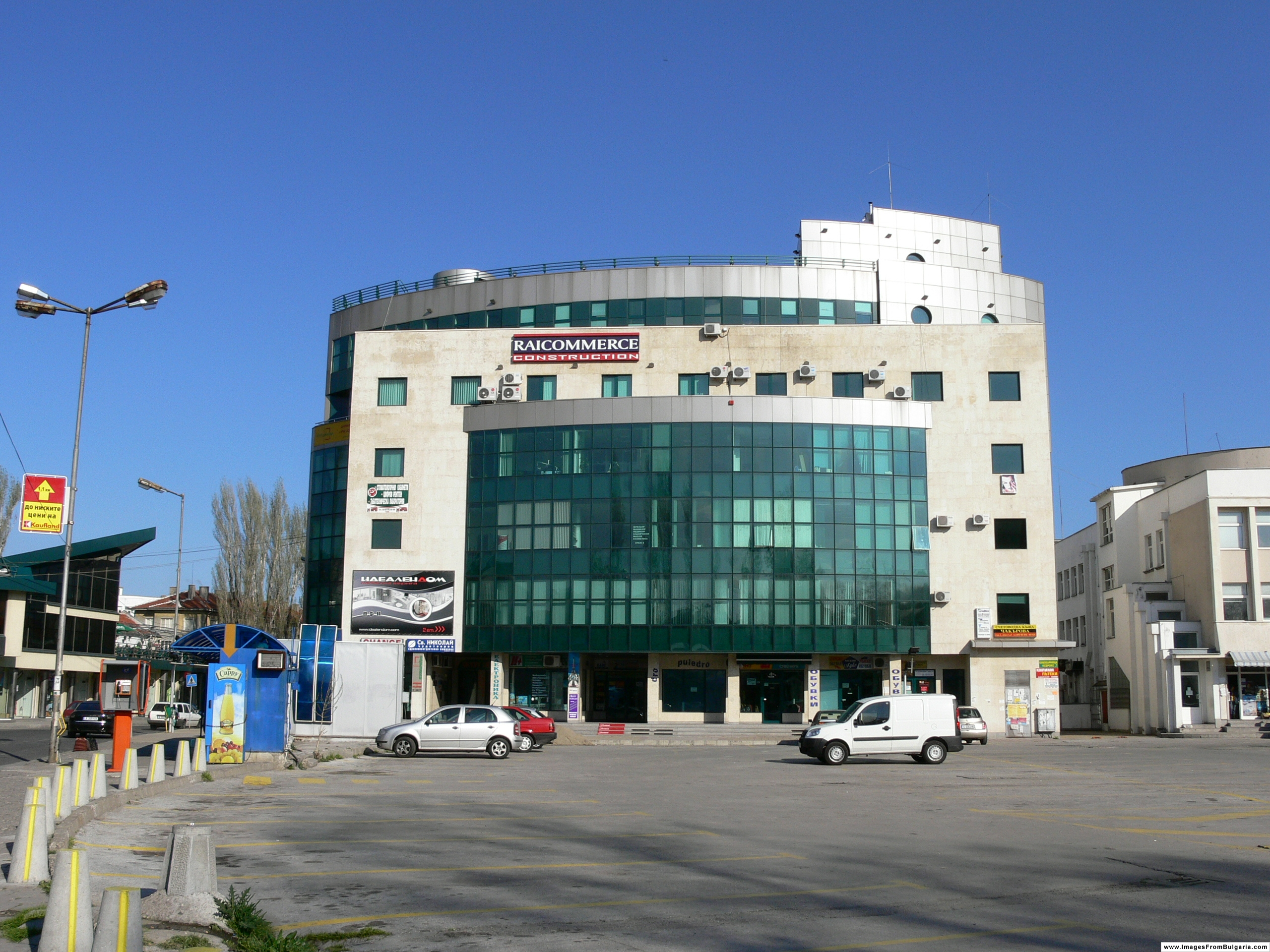
Nouvel immeuble de bureaux.
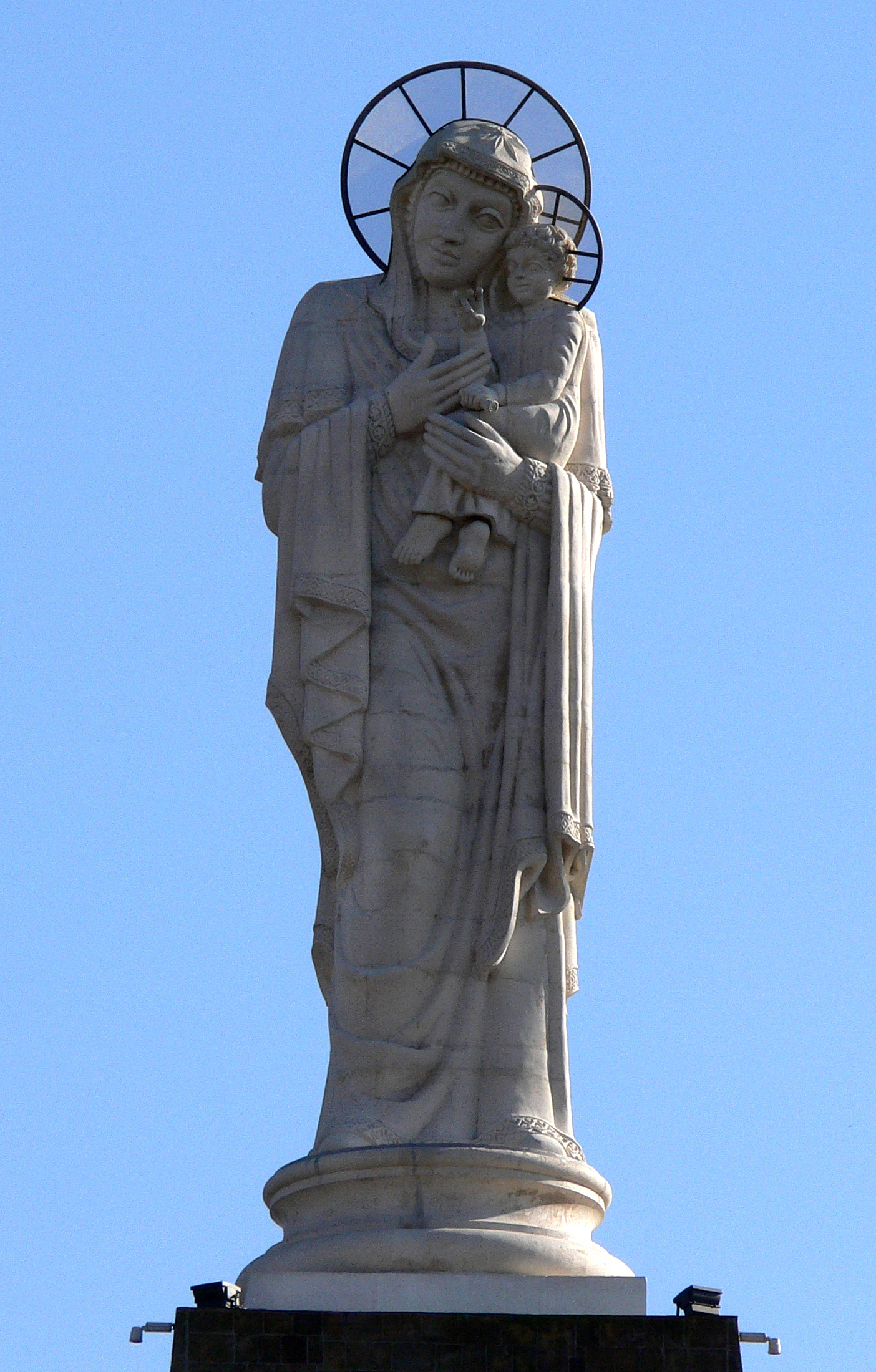
Monument à la Vierge Marie (2003), la plus grande statue de la Vierge au monde[2].
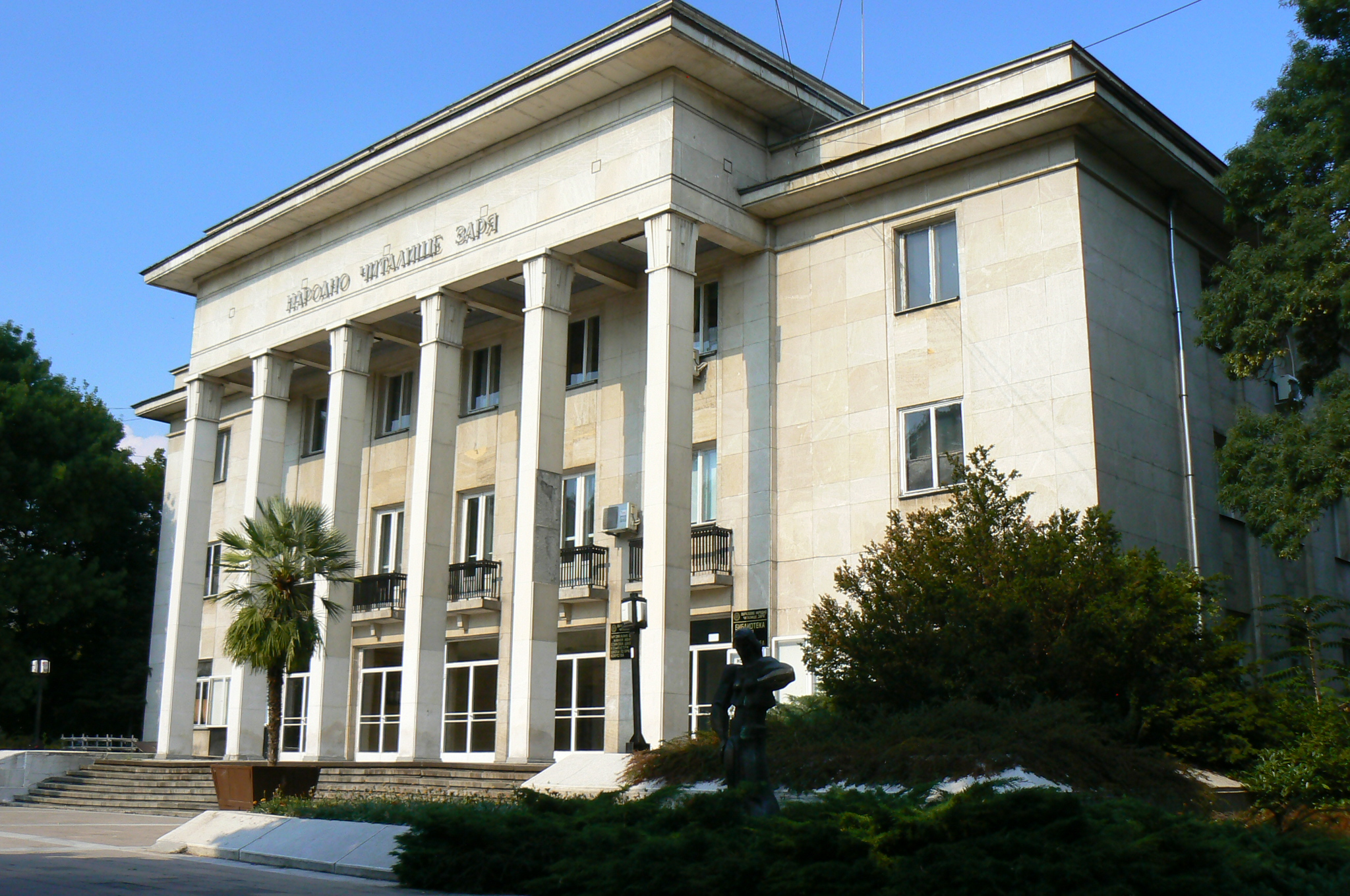
Centre municipal Zarya.
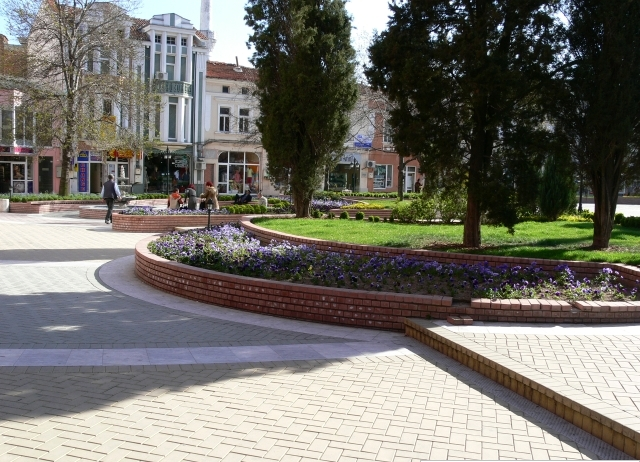
Un square à Haskovo

## Jumelages
La ville de Haskovo est jumelée avec :
- Edirne (Turquie)
- Leicester (Royaume-Uni)
- Chatoura (Russie)
- Enguera (Espagne)
- Viseu (Portugal)
- Wieden (Autriche)
- Châtillon-sur-Indre (France)